# Молибога, Олег Алексеевич
Олег Алексеевич Молибога (27 февраля 1953, Днепропетровск — 9 июня 2022, Москва) — советский волейболист, волейбольный тренер. Заслуженный мастер спорта СССР (1978). Заслуженный тренер России (1996). Олимпийский чемпион 1980, двукратный чемпион мира (1978 и 1982), двукратный обладатель Кубка мира (1977 и 1981), четырёхкратный чемпион Европы, семикратный чемпион СССР. Награждён орденом «Знак Почёта».

## Игровая карьера
Выступал за команды: 1975—1984 — «Автомобилист» (Днепропетровск), 1975—1984 — ЦСКА. В 1984—1989 играл за команду Группы советских войск в Германии. С 1976 по 1983 — игрок сборной СССР. Один из лучших нападающих второго темпа в истории волейбола.

## Тренерская карьера
В 1990—1991 годах работал тренером мужской сборной СССР, в 1992-м — Объединённой команды, в 1996-м — сборной России. В 1992—2004 годах — главный тренер мужской команды ЦСКА. До последнего времени работал инспектором на матчах чемпионата и Кубка России. С 2011 года главный тренер ВК «Ярославич».
Скончался 9 июня 2022 года после тяжелой и продолжительной болезни. Похоронен на Лайковском кладбище в селе Лайково.

## Достижения

### Как игрок
- Олимпийский чемпион (1980)
- Серебряный призёр Олимпийских игр (1976)
- 2-кратный чемпион мира (1978, 1982)
- 2-кратный обладатель Кубка мира (1977, 1981)
- 4-кратный чемпион Европы (1977, 1979, 1981, 1983)
- Чемпион Европы молодёжных команд (1973)
- 7-кратный чемпион СССР (1976—1982)
- Бронзовый призёр чемпионата СССР (1984)
- Победитель Спартакиады народов СССР (1979)
- Серебряный призёр Спартакиады народов СССР (1983)
- Победитель Кубка СССР (1982)
- 3-кратный обладатель Кубка европейских чемпионов (1977, 1982, 1983)

### Как тренер
- Обладатель Кубка мира (1991)
- Чемпион Европы (1991)
- Бронзовый призёр чемпионата мира (1990)
- Бронзовый призёр Мировой лиги (1991, 1996)
- 3-кратный чемпион России (1994, 1995, 1996)
- Серебряный призёр чемпионата России (1993)
- Бронзовый призёр чемпионатов России (1997, 1998)
- Обладатель Кубка России (1994)